# Bisdom Idah
Het bisdom Idah (Latijn: Dioecesis Idahina) is een rooms-katholiek bisdom met als zetel de plaats Idah, de hoofdstad van het voormalige koninkrijk Igala in Nigeria. Het bisdom is suffragaan aan het aartsbisdom Abuja.

## Geschiedenis
Het bisdom werd opgericht op 26 september 1968,  als de apostolische prefectuur Idah, uit delen van het bisdom Lokoja. Op 17 december 1977 werd het verheven tot een bisdom.

## Parochies
In 2019 telde het bisdom 49 parochies. Het bisdom had in 2019 een oppervlakte van 15.113 km2 en telde 2.148.415 inwoners waarvan 14,0% rooms-katholiek was.

## Ordinarii

### Prefecten
- Leopold Grimard (4 oktober 1968 - 17 december 1977)

### Bisschoppen
- Ephraim Silas Obot (17 december 1977  - 12 april 2009)
- Anthony Ademu Adaji (1 juni 2009 - heden; hulpbisschop sinds 28 juni 2007)

Abuja (aartsbisdom) · Gboko · Idah · Katsina-Ala · Lafia · Lokoja · Makurdi · Otukpo